# Liceul Teoretic „Lucian Blaga” din Constanța
Liceul Teoretic „Lucian Blaga” Constanța este o unitate de învățământ preuniversitar din Constanța.